# Lorcán mac Cellaig
Lorcán mac Cellaig (floruit 848) est un roi de Leinster du sept Uí Muiredaig issu des Uí Dúnlainge, une lignée du Laigin. la résidence royale de ce sept se trouvait à Maistiu (Mullaghmast) dans le sud de l'actuel comté de Kildare. Il est le fils de Cellach mac Brain (mort en 834), un précédent souverain.

## Contexte
La succession des rois de Leinster est difficile à suivre à cette époque. Les listes de rois du Livre de Leinster indiquent que Lorcán succède à Ruarc mac Brain (mort en 862) du sept Uí Dúnchada et est suivi par Tuathal mac Máele-Brigte (mort en 854). Selon ces listes, Ruarc règne pendant 9 années (c.838-847) et Túathal 3 ans (c.851-854). Le règne de Lorcán correspond donc à la période  c.847-851. Francis John Byrne suggère que la cause de cette apparente confusion est liée au fait que les rois Uí Dúnlainge exercent une faible autorité face aux agressions de leur voisin occidental Cerball mac Dúnlainge (mort en 888), roi d'Osraige. Cerball, incapable de s'emparer du royaume de Leinster, réussit à empêcher ses rivaux d'y exercer un pouvoir réel.
En 848, Lorcán mène les Laigin alliés à Ólchobar mac Cináeda, le roi de roi de Munster (mort en 851), à un combat victorieux contre les Vikings lors de la bataille de Sciath Nechtain près de l'actuel Castledermot, Comté de Kildare, dans lequel tombe le jarl Tomrair (en). Le père de Lorcán, Cellach avait été antérieurement, lui aussi, un allié du Munster pendant le règne de Feidlimid mac Crimthain (mort en 847)

## Sources primaires
- Livre de Leinster, Rig Laigin et Rig Hua Cendselaig sur CELT: Corpus of Electronic Texts at University College Cork
- Annales d'Ulster sur CELT: Corpus of Electronic Texts at University College Cork
- Annales de Tigernach sur CELT: Corpus of Electronic Texts at University College Cork

## Sources secondaires
- (en) T.W Moody, F.X. Martin, F.J. Byrne, A New History of Ireland IX Maps, Genealogies, Lists. A companion to Irish History part II, Oxford, Oxford University Press, 2011, 690 p. (ISBN 978-0-19-959306-4), p. 134 & 200 Kings of Leinster to 1171
- (en) Francis John Byrne, Irish Kings and High-Kings, Dublin, Four Courts Press, 2001, 341 p. (ISBN 978-1-85182-196-9)
- (en) T.M. Charles-Edwards, Early Christian Ireland, Cambridge, Cambridge University Press, 2000, 707 p. (ISBN 0-521-36395-0, lire en ligne)